# Stanisław Mazanowski
Stanisław Mazanowski (ur. 6 sierpnia 1893 w Rudzie Sieleckiej, zm. w kwietniu 1940 w Katyniu) – major audytor Wojska Polskiego, działacz sportowy, ofiara zbrodni katyńskiej.

## Życiorys
Był synem Antoniego Mazanowskiego i Anieli Mazanowskiej z domu Poraj-Pstrokońskiej.
W 1911 ukończył Gimnazjum im. Króla Jana Sobieskiego w Krakowie, następnie rozpoczął studia prawnicze na Uniwersytecie Jagiellońskim. W 1914 został powołany do Armii Austro-Węgier, w październiku tegoż roku urlopowany, ponownie powołany w lutym 1916, służył m.in. w sądzie polowym Komendy Wojskowej w Krakowie, sądzie dywizyjnym i sądzie brygady cesarsko-królewskiej Obrony Krajowej. W 1917 ukończył na UJ studia prawnicze.
W listopadzie 1918 wstąpił do Wojska Polskiego. Służył w Sądzie Dywizyjnym Wojsk Polskich w Krakowie. W 1919 awansowany do stopnia porucznika, kolejno służył w Wojskowym Sądzie Okręgowym w Krakowie, od 1921 w Wojskowym Sądzie Okręgowym w Grudziądzu, od 1926 do 1934 w wojskowym Sądzie Rejonowym w Bydgoszczy (kierował nim od 1 czerwca 1927). W grudniu 1934 został przeniesiony do Wojskowego Sądu Rejonowego w Warszawie na stanowisko kierownika sądu. Później przeniesiony do Wojskowego Sądu Okręgowego Nr I w Warszawie. Od maja 1937 był kierownikiem referatu w Departamencie Sprawiedliwości Ministerstwa Spraw Wojskowych w Warszawie. Do stopnia kapitana został awansowany ze starszeństwem od 1 czerwca 1919, do stopnia majora ze starszeństwem od 1 stycznia 1935
Był tłumaczem Pierwszych ludzi na księżycu Herberta George’a Wellsa (wyd. 1921).
W latach 1937–1939 był sekretarzem generalnym, a w latach 1938–1939 równocześnie skarbnikiem Międzynarodowej Federacji Łuczniczej. Jego kadencja miała upłynął w 1941.
Po wybuchu II wojny światowej, 5 września 1939 ewakuował się z pracownikami Ministerstwa Spraw Wojskowych z Warszawy, dostał się do niewoli sowieckiej, następnie znalazł się w obozie w Kozielsku. Wiosną 1940 został zamordowany przez funkcjonariuszy NKWD w Katyniu i tam pogrzebany. Jego ciało zostało zidentyfikowane w 1943 i pochowane na miejscu zbrodni, w jednej z tzw. mogił bratnich (w miejscu tym znajduje się otwarty w 2000 Polski Cmentarz Wojenny).
Był żonaty z Haliną Mazanowską, z którą miał dwoje dzieci, Annę i Magdalenę.
W 2007 razem z innymi ofiarami zbrodni katyńskiej został pośmiertnie awansowany o jeden stopień – do stopnia podpułkownika

## Odznaczenia
- Złoty Krzyż Zasługi – 10 listopada 1938 „za zasługi w służbie wojskowej”[11]